# Lilla Kroksjön, Halland
Lilla Kroksjön är en sjö i Hylte kommun i Halland och ingår i Nissans huvudavrinningsområde.